# ديفيد باول غروف
ديفيد باول غروف هو ممثل كندي، ولد في 10 ديسمبر 1958 في كندا.

## وصلات خارجية
- ديفيد باول غروف على موقع IMDb (الإنجليزية)
- ديفيد باول غروف على موقع تيرنر كلاسيك موفيز (الإنجليزية)
- ديفيد باول غروف على موقع أول موفي (الإنجليزية)
- ديفيد باول غروف على موقع قاعدة بيانات الفيلم (الإنجليزية)